# -minu
Pour les articles homonymes, voir Hammel.
 (décembre 2021).
Si vous disposez d'ouvrages ou d'articles de référence ou si vous connaissez des sites web de qualité traitant du thème abordé ici, merci de compléter l'article en donnant les références utiles à sa vérifiabilité et en les liant à la section « Notes et références ».
Hans-Peter Hammel, dit -minu (prononcé comme Minou), né le 16 juin 1947 à Bâle, est un écrivain et chroniqueur suisse.
Célèbre pour son style d'écriture exalté et son homosexualité affichée -minu est une personnalité bien connue du public dans la région bâloise et dans toute la Suisse[Information douteuse] ainsi qu'en Alsace.
-minu a fréquenté le collège puis l'école de journalisme de Bâle. Depuis 1967 il écrit pour la Basler Zeitung ainsi que de temps à autre pour d'autres journaux suisses. Depuis 2000 -minu présente une émission de cuisine sur TeleBasel (Kuchiklatsch), dans laquelle il surprend des personnes de la région avec une recette spéciale. Il est l'auteur de différents livres de cuisine. Ses chroniques et ses contes ont été recueillis dans plus de 40 livres. -minu vit à Bâle, en Italie et en Alsace.

## Livres (tout en allemand)
- -minu's Basler Küche, publié chez Opinio, Bâle, 2003,  (ISBN 978-3-03999-026-9)
- Von Menschen und Dingen, publié chez Dr. Kovac,  (ISBN 978-3-86064-035-7)
- Alltagsgeschichten : Band 7, publié chez Opinio, Bâle,  (ISBN 978-3-85815-310-4)
- Basel z'nacht: Ein Foto-Album mit poetischen Texten, publié chez GS-Verlag, Bâle,  (ISBN 978-3-7185-0123-6)
- Weihnachtsgeschichten – ein bisschen anders, publié chez Opinio, Bâle  (ISBN 978-3-03999-040-5)